# Songbird Airways
Songbird Airways (früher Sky King Inc.) war eine US-amerikanische Charterfluggesellschaft mit Sitz in Orlando, Florida. Sky King wurde im Juli 1990 gegründet, um für die Sacramento Kings (NBA) zu fliegen. Sky King unternahm Flüge von Florida nach Kuba im Namen des Customer Service Providers (CSPs). Außerdem flog Sky King im Namen der U.S. Immigration and Customs Enforcement (ICE) auch Abzuschiebende an nicht bekannt gegebene Orte. In der Vergangenheit hat die Fluggesellschaft einen Charter Service für Sportmannschaften und Unternehmen bereitgestellt unter Verwendung von Boeing 737 Flugzeugen verschiedener Sitzkonfigurationen. Am 9. März 2010 meldete Sky King nach dem amerikanischen Chapter 11 Insolvenzrechts Konkurs an, nachdem die Fluggesellschaft nicht mehr in der Lage war, den Zahlungen von Forderungen eines der größten Gläubiger, Kraftstofflieferant Mercury Air Group, nachzukommen. Im Jahr 2012 meldete Sky King erneut Konkurs an.
Nach Bestätigung durch den United States Bankruptcy Court of the Trustee's Plan of Reorganization konnte Sky King am 3. Oktober 2014 vom Konkurs nach Chapter 11 des amerikanischen Insolvenzrechtes zurücktreten. Sky King wurde am 24. Oktober 2014 von Aerline Holdings LLC erworben. Nachdem das amerikanische Verkehrsministerium die Fluggesellschaft als „tauglich, gewillt und fähig“ befunden hat, wurde der Betrieb mit bis zu zehn Flugzeugen am 22. Dezember 2014 wieder aufgenommen.

## Geschichte
Die Fluggesellschaft startete ihren Betrieb im Juli 1990 als ein in Privatbesitz befindliches Unternehmen, das für die Sacramento Kings (NBA) flog.
Ursprünglich verrichtete das Unternehmen den Dienst für die Kansas City Kings in einer BAC 1-11 unter FAR-125. Im Jahr 2002 erhielt Sky King das FAR-121 Zertifikat, währenddessen 98 % der Flüge für Hockey Teams waren. Nach einer Serie von Ereignissen im Jahr 2005, wie des NHL-Lockout, der Zerstörung durch Hurricane Katrina und den stark steigenden Preisen von Kerosin, wurde Sky King gezwungen, sich nach alternativen Wegen umzusehen ihr Unternehmen zu führen. Dies führte zur Einführung des ACMI (Aircraft Crew Maintenance and Insurance) Modells und Partnerschaften für Gold Transport wurden gemacht. Heute ist Sky King eines der führenden Passagiercharterfluggesellschaften welches ACMI Dienste national und international anbietet.
Im März 2010 meldete Sky King nach dem amerikanischen Chapter 11 Insolvenzrechts Gläubigerschutz an. Die Fluggesellschaft konnte im Juni 2011 von der Chapter 11 Insolvenz zurücktreten. Nach einer erfolgreichen Reorganisation im Juni 2010 verlegte die Fluggesellschaft ihren Sitz von Sacramento, Kalifornien nach Lakeland, Florida. Mit der Übersiedlung nach Lakeland konnte Sky King die Wartungskosten, durch den Wegfall der Überführungsflüge, reduzieren und sich mehr auf die Expansion des Marktes an der Ost Küste fokussieren. Im Oktober 2010 wurde Sky King von Aviation Capital Partners Group gekauft und verlagerte seinen Fokus weg von Privaturkunden hin zum Linienverkehr. Am Ende des Jahres 2010 hatte Sky King mehr als 270 Mitarbeiter.
Ende August 2012 retournierte Sky King drei Flugzeuge zu ihrem Besitzer AerSale in Roswell, New Mexico. Zur gleichen Zeit reichte Sky King erneut Gläubigerschutz nach Chapter 11 ein und musste über 20 Piloten, 30 Flugbegleiter und andere Mitarbeiter entlassen.
Im Dezember 2013 musste Sky King annähernd die Hälfte der Angestellten aller Abteilungen beurlauben und retournierte ein Flugzeug an das Leasingunternehmen. Zum 31. Dezember 2013 hatte Sky King zwei Flugzeuge in der Flotte, von denen eines seit mehreren Monaten aufgrund eines defekten Triebwerks stillgelegt war. Außerdem enthüllte im Dezember die New Jersey Abteilung für Glücksspiel (DGE), dass Sky King dem Staat New Jersey noch 23.424,26 $ Steuern aus dem Jahr 2009 schuldet. Somit wurden weitere Flugcharter Geschäfte mit den Atlantic City Casinos verboten.
Nach Bestätigung durch den United States Bankruptcy Court of the Trustee's Plan of Reorganization konnte Sky King am 3. Oktober 2014 vom Konkurs nach Chapter 11 des amerikanischen Insolvenzrechtes zurücktreten. Sky King wurde am 24. Oktober 2014 von Aerline Holdings LLC erworben. Nachdem das amerikanische Verkehrsministerium die Fluggesellschaft als „tauglich, gewillt und fähig“ befunden hat, wurde der Betrieb mit bis zu zehn Flugzeugen am 22. Dezember 2014 wieder aufgenommen.
Im Juni 2015 wurde der Firmenname in Songbird Airways geändert.
Songbird stellte im Februar 2017 seine Geschäftstätigkeit ein.

### Direct Air
Im Zeitraum von März 2007 bis Mai 2007 betrieb Sky King ein einzelnes Flugzeug für Direct Air. Anfang 2011 schloss sich Sky King erneut mit Direct Air zusammen und betrieb zwei Flugzeuge für das Unternehmen. Abhängig von der Saison wechselten die Flüge zwischen Palm Beach (Sommer), Myrtle Beach (Winter), Punta Gorda (Herbst) und Lakeland (Ganzjährig). Direct Air stoppte am 13. März 2012 abrupt ihre Tätigkeiten.

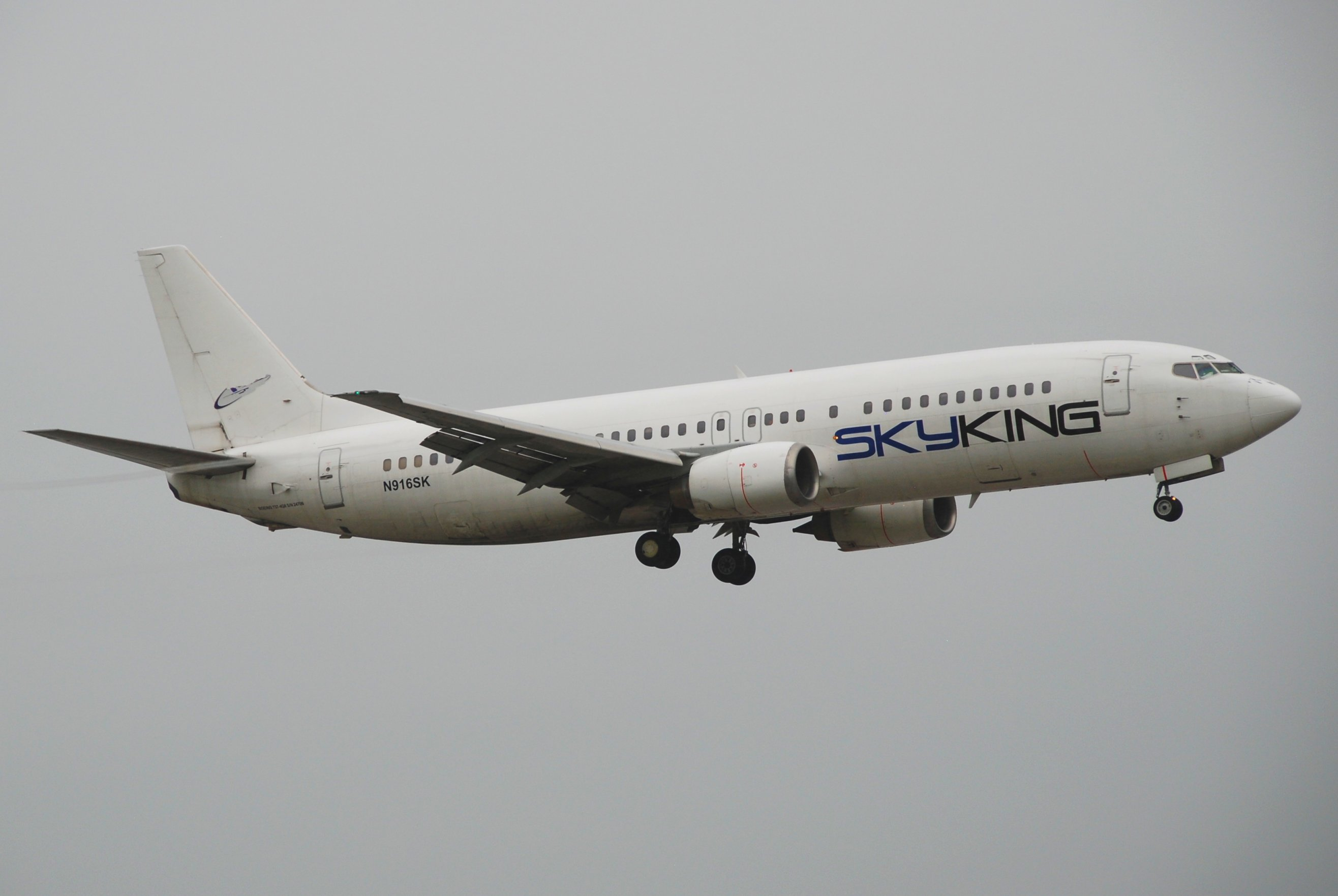
Sky King 737-400 landet in Miami nach einem Flug von Kuba

### Kubanischer Charterdienst
Sky King stellte Charterflugzeuge für zahlreiche Reiseagenturen mit Flügen nach Kuba bereit. Flüge nach Kuba gingen von Miami und Tampa aus. Der Großteil der Flüge nach Kuba hatten Cienfuegos, Havana, Camaguey, Holguin und Santiago de Cuba als Ziel.

### Fly Guam Dienst
Im Frühling 2011 erklärte sich Sky King einverstanden, ACMI Dienste einem Start-Up Unternehmen in Guam anzubieten. Das Unternehmen, bekannt als Fly Guam, betreibt eine einzelne Boeing 737-400. Ursprünglich betrieb das Unternehmen Flüge ausgehend von Guam nach Saipan und anschließend nach Hong Kong. In den kommenden Monaten eröffnete das Unternehmen Routen nach Nagoya, Japan und Koror, Palau. Im November 2011 erstand die Dachgesellschaft Aviation Capital Partners Group 51 % der Anteile. Fly Guam stellte den Betrieb Ende des Jahres 2011 ein.

## Flotte
Mit Stand Juni 2015 besitzt die Songbird Airways kein Flugzeug.

### Zuvor eingesetzte Flugzeuge
In der Vergangenheit besaß Songbird Airways folgende Flugzeugtypen:
- Boeing 737-200
- Boeing 737-300
- Boeing 737-400
- Boeing 767-200